# Nations Cup Veterans
Der Nations Cup Veterans ist ein Badmintonwettbewerb für Seniorennationalmannschaften. Es nehmen die führenden europäischen Verbände teil, die das Turnier auch im Wechsel ausrichten. Mittlerweile findet jeweils ein Mannschaftsturnier und ein Einzelturnier statt. Am Einzelturnier dürfen auch Spieler der nicht am Teamwettbewerb beteiligten Mannschaften teilnehmen. Erstmals wurde das Turnier 2005 als International Quadrangular ausgetragen. 2006 erfolgte eine Umbenennung in Six Nations Cup, 2009 dann in den heutigen Namen.

## Platzierungen im Mannschaftsturnier
| Jahr      | Ort               | Land              | Altersklassen       | 1.                | 2.                | 3.                | 4.                | 5.                | 6.                |
| --------- | ----------------- | ----------------- | ------------------- | ----------------- | ----------------- | ----------------- | ----------------- | ----------------- | ----------------- |
| 2005      | Folkstone         | England           | 40+/45+/50+         | England           | Dänemark          | Niederlande       | Schweden          | -                 | -                 |
| 2006      | Folkstone         | England           | 40+/45+/50+         | England           | Dänemark          | Deutschland       | Niederlande       | Schottland        | Schweden          |
| 2007      | Greifswald        | Deutschland       | 40+/45+/50+/55+     | England           | Deutschland       | Dänemark          | Schweden          | Niederlande       | -                 |
| 2008      | Haarlem           | Niederlande       | 40+/45+/50+/55+     | England           | Dänemark          | Niederlande       | Deutschland       | Schweden          | -                 |
| 2009      | Stockholm         | Schweden          | 40+/45+/50+/55+     | England           | Dänemark          | Schweden          | Deutschland       | -                 | -                 |
| 2010      | nicht ausgetragen | nicht ausgetragen | nicht ausgetragen   | nicht ausgetragen | nicht ausgetragen | nicht ausgetragen | nicht ausgetragen | nicht ausgetragen | nicht ausgetragen |
| 2011      | Skælskør          | Dänemark          | 40+/45+/50+/55+     | Dänemark          | England           | Niederlande       | Schweden          | -                 | -                 |
| 2012      | Gillingham        | England           | 40+/45+/50+/55+     | England           | Dänemark          | Niederlande       | Schweden          | -                 | -                 |
| 2013 2015 | nicht ausgetragen | nicht ausgetragen | nicht ausgetragen   | nicht ausgetragen | nicht ausgetragen | nicht ausgetragen | nicht ausgetragen | nicht ausgetragen | nicht ausgetragen |
| 2016      | Hamburg           | Deutschland       | 40+/45+/50+/55+/60+ | Dänemark          | England           | Niederlande       | Deutschland       | Schweden          | Frankreich        |
| 2017 2024 | keine Daten       | keine Daten       | keine Daten         | keine Daten       | keine Daten       | keine Daten       | keine Daten       | keine Daten       | keine Daten       |